# Ernst Nievergelt
Ernst Nievergelt (n. 23 martie 1910, Affoltern am Albis⁠(d), cantonul Zürich, Elveția – d. 1 iulie 1999, Kappel am Albis, cantonul Zürich, Elveția) a fost un ciclist elvețian, medaliat olimpic. A participat la o ediție a Jocurilor Olimpice (1936) în care a câștigat o medalie de argint și o medalie de bronz.